# Montaropa macsweeneyi
Montaropa macsweeneyi är en snäckart som beskrevs av Frank Climo 1984. Montaropa macsweeneyi ingår i släktet Montaropa och familjen Charopidae. Inga underarter finns listade i Catalogue of Life.